# Akçay, Piraziz
Akçay là một xã thuộc huyện Piraziz, tỉnh Giresun, Thổ Nhĩ Kỳ. Dân số thời điểm năm 2011 là 273 người.